# L'Orecchiocchio
L'Orecchiocchio è stato un programma musicale in forma di rotocalco televisivo trasmesso su Rai 3 e su TMC dal 1982 al 1986 e ideato da Mario Colangeli e Lionello De Sena.

## Il programma
Era basato sulla trasmissione di video musicali e di registrazioni in studio di gruppi musicali emergenti. La denominazione stava ad indicare una musica da sentire e da vedere al tempo stesso: l'occhio e l'orecchio erano presenti anche nel logo della trasmissione (una testa stilizzata messa di profilo, con una cuffia all'orecchio che recava il logo TV3, già incontrato nella sigla di apertura delle trasmissioni della Terza Rete).
La prima edizione è stata condotta da Antonella Consorti e in seguito da Stefano Sani, Stefania Mecchia, Claudio De Tommasi, Guido Cavalleri e Fabio Fazio. La prima edizione è stata diretta da Luciana Ceci Mascolo, a seguire dai registi Lillo Gullo, Roberto Gambuti, Paolo Macioti, Danila Satta.
La trasmissione si conclude nel 1986; il suo posto, nella stessa fascia oraria destinata al pubblico giovanile, viene preso l'anno seguente dal programma Jeans.